# رائول والنسیا
رائول والنسیا (انگلیسی: Raúl Valencia; ۲۰ مارس ۱۹۷۶ – ۱۹ اکتبر ۲۰۱۲) بازیکن فوتبال اهل اسپانیا بود.
از باشگاه‌هایی که در آن بازی کرده‌است می‌توان به باشگاه فوتبال ژیرونا، باشگاه فوتبال آلباسته بالومپیه، و باشگاه فوتبال خرز اشاره کرد.